# Scipione Capece
Scipione Capece (em latim: Scipio Capicius; Nápoles, c. 1480 – Nápoles, 9 de dezembro de 1551) foi um jurista, humanista e poeta italiano, professor de Direito Civil e presidente da Accademia Pontaniana.
Escreveu três poemas: Inarime (1532), De vate maximo (1533) e De principiis rerum (1546).

## Obras
- Da vate maximo (em latim). [S.l.: s.n.] 1533
- De principiis rerum (em latim). Pádua: Giuseppe Comino. 1751 [1546]